# Patmos
Patmos (en griego Πάτμος, Pátmos) es una pequeña isla griega del archipiélago del Dodecaneso, en el mar Egeo.

## Geografía

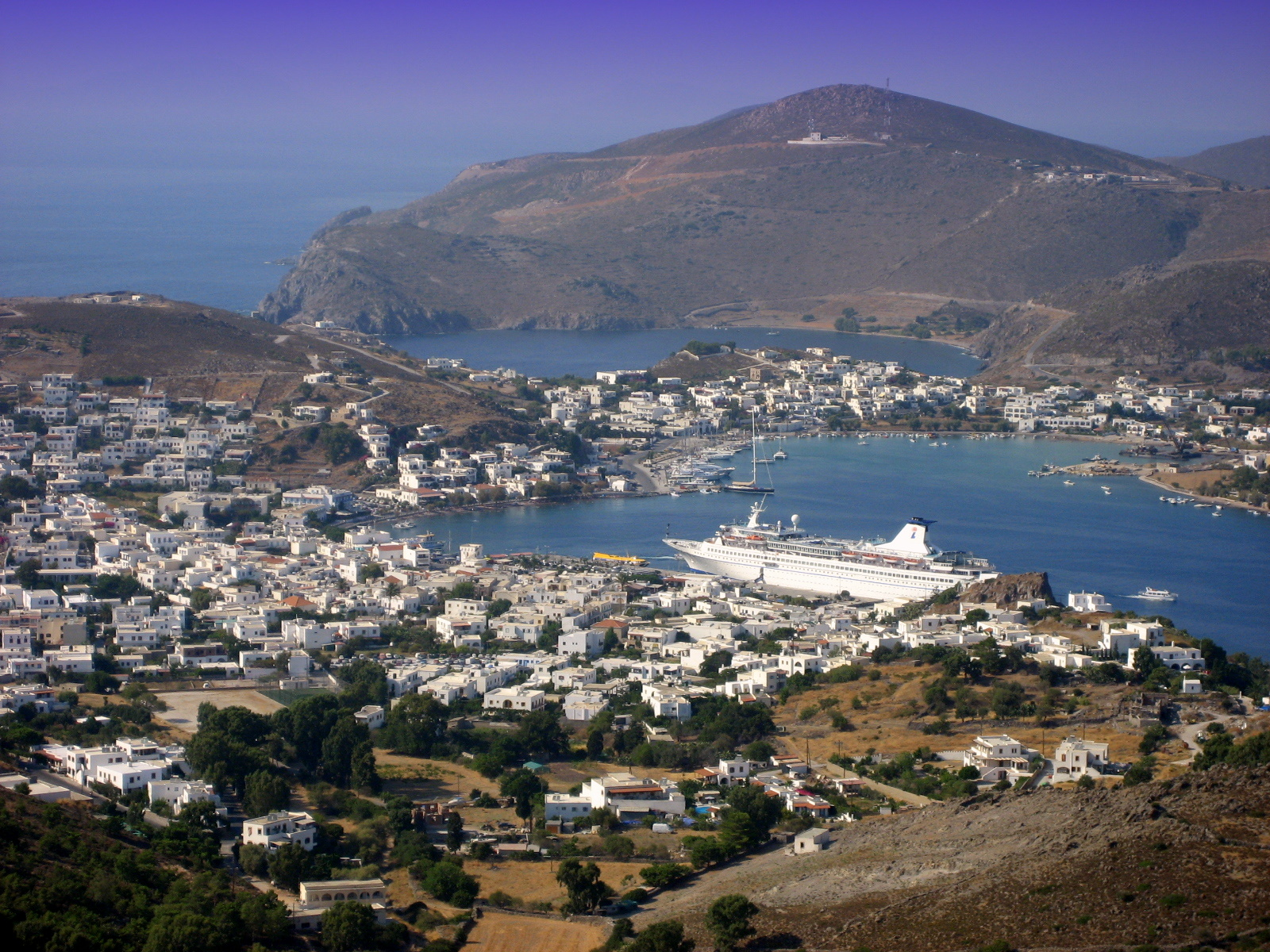
El puerto de Skala, en Patmos.

Tiene una población de aproximadamente 2500 personas y una superficie de 34,6 km². Las principales poblaciones de Patmos son Skala, que es también su único puerto, y Chora, en el punto más alto de la isla, el monte Profitis Ilias (Profeta Elías), a 269 metros sobre el nivel del mar, en donde se asienta el monasterio de San Juan.

## Historia
Patmos debe su renombre a la mención que aparece en el Apocalipsis de Juan, en cuya introducción se dice que el autor fue desterrado a Patmos, donde tuvo su encuentro con Dios en la llamada Gruta del Apocalipsis, que dio origen al libro. Las tradiciones tempranas del cristianismo identificaban a ese personaje con san Juan Evangelista.
Por ello, la isla de Patmos se ha convertido en un importante destino de peregrinación cristiana; aparte del de Hora, hay varios monasterios más dedicados a San Juan, y los visitantes pueden ver la cueva en la que, según la tradición, este tuvo sus visiones. Las iglesias y comunidades religiosas de Patmos pertenecen a la tradición ortodoxa oriental.

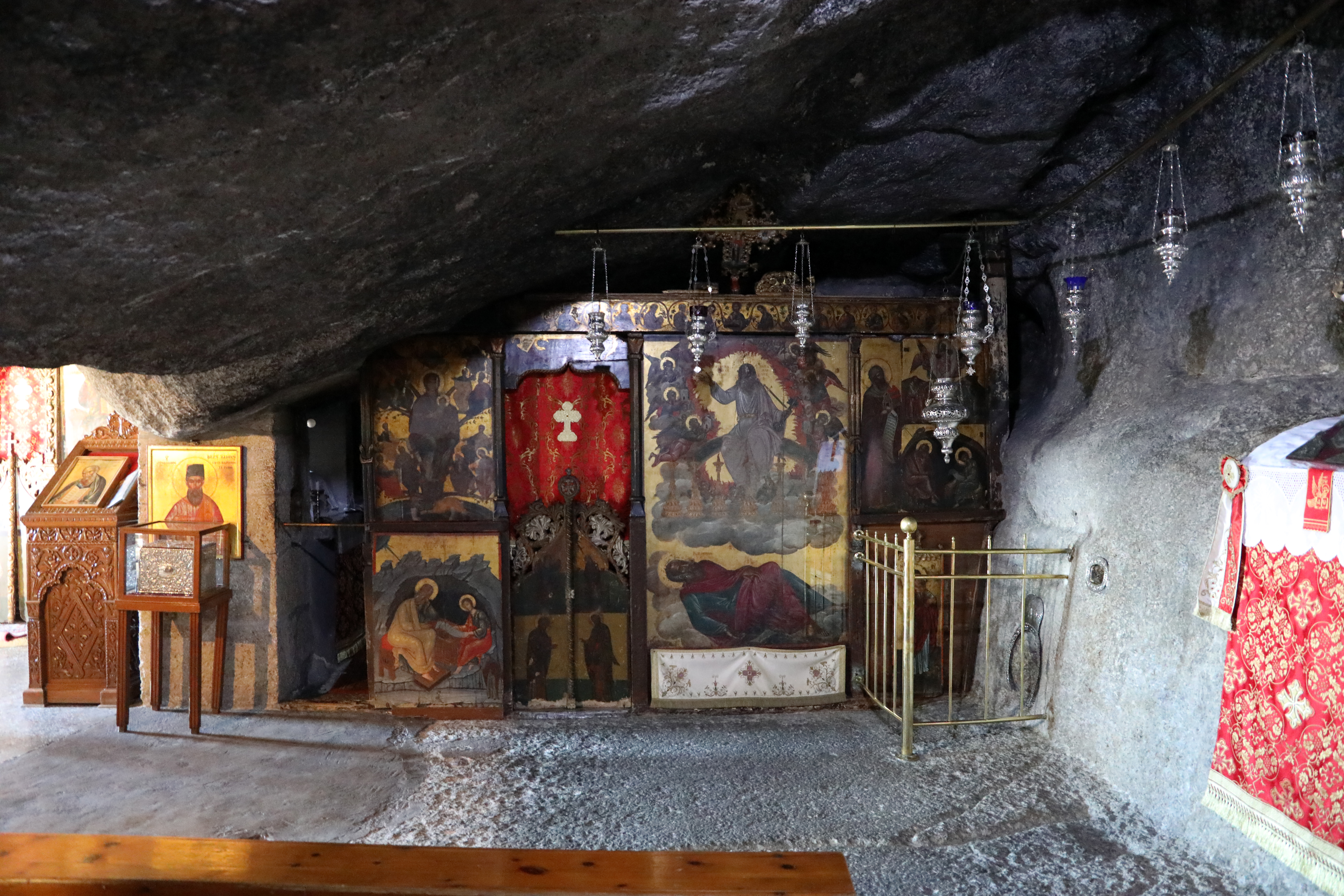
Interior de la Gruta del Apocalipsis.